# 吉岡荒造

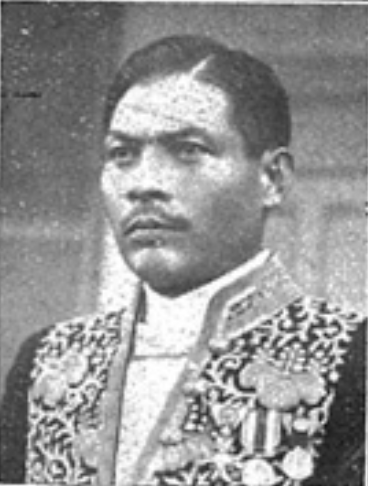
吉岡荒造

吉岡荒造（よしおか こうぞう、1878年—？），東京帝國大學法科大學畢業，日本大正時代之政府官員，本籍茨城縣。吉岡荒造1921年10月8日至1923年12月8日任台南州知事。1924年12月23日以專賣局長身分接替高田富藏，於台灣擔任台北州知事，管轄今臺北市、新北市、宜蘭縣及基隆市等地的行政事務。